# El baúl de los disfraces
El baúl de los disfraces es una obra de teatro musical de Jaime Salom Vidal, estrenada en 1964.

## Argumento
Juan es un anciano que convive con su nieto, que a toda costa pretende que el abuelo se vaya a la cama, ya que prepara en casa una fiesta de Carnaval. El viejo se empeña en quedarse levantado y se encierra en la biblioteca, donde se le aparece una extraña mujer, que le acompaña por un repaso de su vida y sus amores: el primero, con la Cupletista; el segundo y más profundo, con la Señora Von Graff; y el amor de madurez, con La Gatita.

## Estreno
- Teatro Goya, Madrid, 29 de septiembre de 1964.
  - Dirección: José María Loperena.
  - Música: Augusto Algueró.
  - Intérpretes: Carlos Lemos, Amparo Soler Leal sustituida por Lola Herrera, Daniel Dicenta sustituido por Arturo López cuando la obra fue estrenada en Barcelona en el teatro Windsor.

- Estreno en la Rep. Dominicana: en 1981, en la Sala Ravelo del Teatro Nacional Eduardo Brito, con dirección de Carlos Espinal, y con actuación principal de Anacaona Feliz, Carlos Espinal y Ricardo Ramírez.

## Versión televisiva
El 8 de febrero de 1967, se emitió por Televisión Española, dentro del espacio Estudio 1 una representación televisada de la pieza, con dirección de Pedro Amalio López e interpretación de Fernando Delgado, María José Alfonso, Agustín González y Fernando Guillén.